# (1165) Imprinetta
(1165) Imprinetta ist ein Asteroid des Hauptgürtels, der am 24. April 1930 vom niederländischen Astronomen Hendrik van Gent in Johannesburg entdeckt wurde.
Benannt ist der Asteroid nach der Ehefrau des Entdeckers.